# ブンむくれ!!
『ブンむくれ!!』は、曽根富美子による日本の漫画作品。『モーニング』（講談社）にて2006年42号から2009年19号まで不定期連載された。

## 概要
昭和41年の炭鉱町である北海道空知郡N町が舞台。自身の幼少期の生活を基にした自伝である。

## 登場人物

### ソノ家
ブンコ（ソノフミコ）
この作品の主人公。菜の花小学校3年生。本名はフミコだが、いつもブンむくれているので、周りはブンコと呼ぶようになる。
ソノツトム
ブンコの父。職業は炭鉱夫。いつも大酒を飲んで荒れている。防災無線によじ登ったり、タケダ（後述）と喧嘩ばかりしている。酒が入っていない時は無口で物静かな人物。本人は酔っている時の記憶は無いらしく、全く覚えていない。
母ちゃん
ブンコの母。名前はカズ子。いつもツトムにかき回されているが、立派な母親である。
ソノタクヤ（ター坊）
ブンコの弟。いつもブンコの尻を追い回しているおとなしい性格だが、時々爆弾発言をする。

### タケダ家
タケダ（ニチギンさん）
道南の商業高校出身。日本銀行に就職できた学歴であることからニックネームがついた。酒乱で、家庭内暴力を起こす。
奥さん
複雑な事情で結婚したらしい。ニチギンさんに愛想を尽かしたらしいが、周りの人のおかげで縁を取り戻す。
タケダリョウ
いつもニチギンさんの暴力で傷だらけだが、笑顔は絶やさない。

### その他
シマヤ
いつもいじめられている、影の薄い同級生。しかし夏祭りで輪投げに成功するなど、奇跡を呼ぶ。
ノブエ爺
炭鉱の発破を請け負っている。自身「人の困った顔を見るのが大好き」。
コザカイ先生
菜の花小学校3年1組の担任。北海道H大学出身のエリート。しかしソノツトムに花札で勝負をつけられようとして、児童達の個性の大切さに気づく。
カネキサチコ
菜の花小学校に転入した女の子。通称「さっちんこ」。親が簡単に契約をするため借金が多いことから何事にも普通を求め、一番になるのを嫌がる。しかし、そろばんの得意なことが認められ、強い女の子になる。

## 単行本
モーニングKCより
1. 2008年12月22日 第1刷発行 ISBN 978-4-06-372765-4

以下続刊